# 特鲁瓦蓬
特鲁瓦蓬（法語：Trois-Pont，法語發音：[tʁwa pɔ̃]）是比利时瓦隆大区列日省韋爾維耶區的一个市镇，位于昂布莱沃河畔，南部与盧森堡省接壤，通行法语，是比利时法语社群的一部分，面积68.90平方千米，人口2,570人（2018年1月1日）。

## 地名
“特鲁瓦蓬”（Trois-Pont）一名在法语中意为“三桥”，得名于三座横跨不同河流的桥：第一座跨昂布莱沃河，第二座跨萨尔姆河，第三座跨巴勒尔河。